# Bahía de Menai
La Bahía de Menai (en inglés: Menai Bay) está ubicada en el suroeste de Zanzíbar, en el país africano de Tanzania. Es el sitio donde se localizan diecinueve aldeas con una población total de alrededor de 17.000 personas. Es además un área de conservación marina establecida en 1997. Comprende extensos arrecifes de coral , peces tropicales, pastos marinos y manglares .